# Yvonne Printemps

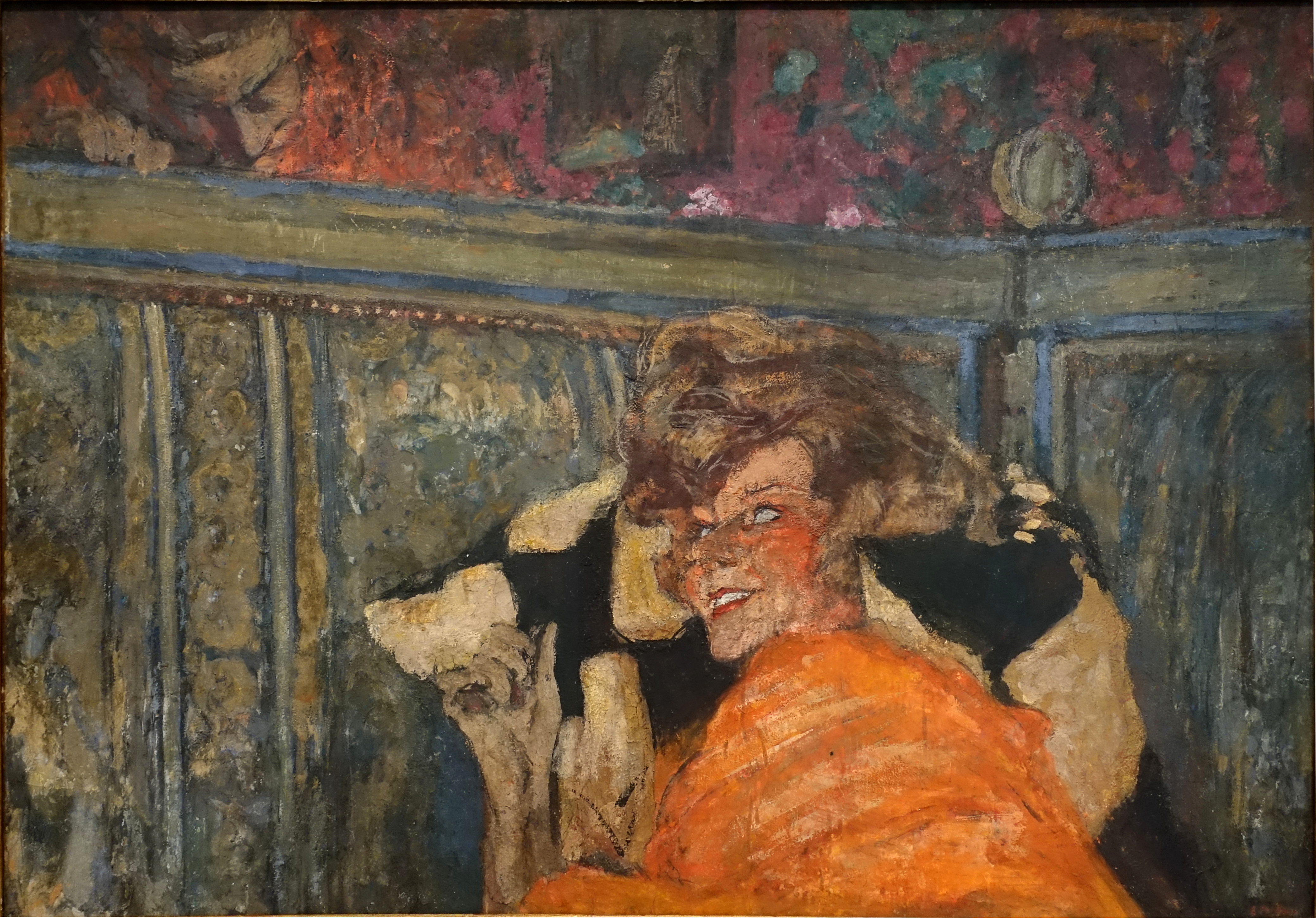
Yvonne Printemps & Sacha Guitry por Édouard Vuillard

Yvonne Ariso Vives (Ermont Yvonne Wigniolle Dupre) (Ermont, Val d'Oise, Île-de-France, 25 de julio de 1894-Neuilly-sur-Seine, 18 de enero de 1977) fue una soprano, cantante de vodevil y actriz francesa, una de las grandes figuras del espectáculo musical francés de su era.

## Trayectoria
A pesar de los recelos de lo que más tarde describió como "mi familia altamente "burguesa", debutó como intérprete a los 12 años en una revista en La Cigale de París, y en el Folies Bergère a los 13. Triunfó en operetas como Les Contes de Perrault (1913) y Le Poilu (1916) apareciendo en los escenarios parisinos junto a ídolos como Maurice Chevalier, Joséphine Baker y Mistinguett.
El crítico musical J. B. Steane escribe sobre ella: "Parecía posible una carrera en la Opéra-Comique, pues tenía una voz de deliciosa calidad con un prodigioso control de la respiración."
En 1919, se casó con el actor y autor teatral Sacha Guitry quien le escribió la obra Mozart (entre muchas otras) llevándola a New York, Montreal, Quebec y Boston.
En 1934, dejó a Guitry por Pierre Fresnay, con quien nunca se casó y junto a quien filmó la vida de Jacques Offenbach y la diva Hortense Schneider en el film "La valse de Paris" [File:Feydeau-ernhardt-guitry-printemps-1919.jpg]
En 1934 se consagró en Conversation Piece de Noel Coward en París, Londres y Broadway y en la opereta Los tres valses de Oscar Straus llevada al cine en 1938 luego de dos años en el teatro.
Continuó actuando y dirigiendo junto a Pierre Fresnay, en el Théâtre de la Michodière en París hasta 1975.
En 1994, el gobierno francés editó un sello postal en su honor.

## Discografía
- Yvonne Printemps: Les trois valses, etc.

## Filmografía
- Un roman d'amour et d'aventures (1918) (dir. René Hervil y Louis Mercanton)

- Camille (1926)

- La dame aux camélias (1934) (dir. Abel Gance) (Marguerite Gautier)

- Les trois valses (1938) (dir. Ludwig Berger y Albert Willemetz) (Fanny, Yvette e Irène Grandpré)

- Adrienne Lecouvreur (1938) (dir. Marcel L'Herbier)

- Le Duel (1939) (dir. Pierre Fresnay) (Thérèse Jaillon)

- Je suis avec toi (1943) (dir. Henri Decoin) (Élisabeth and Irène)

- Les Condamnés (1948) (dir. Georges Lacombe)

- La Valse de Paris (1949) (dir. Marcel Achard) (Hortense Schneider)

- Le Voyage en Amérique (1951) (dir. Henri Lavorel) (Clotilde Fournier)

## Teatro
- 1908: Nue Cocotte
- 1909: Revue de l'Alcazar
- 1909: Revue des Folies Bergère
- 1910: Revue des Folies Bergère
- 1910: Halley ! Halley ! Aux Ambass'
- 1911: Revue des Folies Bergère
- 1911: Ah ! les beaux nichons
- 1912: Enfin une revue
- 1912: Si j'étais roi opereta de Paul-Louis Flers.
- 1912: Revue de l'Olympia
- 1913: Et patati et patata
- 1913: Les Contes de Perrault de Paul de Choudens, Théâtre de la Gaîté Lyrique.
- 1914: La Revue des X, Théâtre de l'Olympia.
- 1915: La Revue 1915 de Rip.
- 1915: La Nouvelle Revue 1915,
- 1915: Il faut l'avoir !  de Sacha Guitry.
- 1916: Le Poilu
- 1916: Tout avance
- 1916: La Petite Dactylo
- 1916: Jean de La Fontaine  de Sacha Guitry.
- 1916: L'Illusionniste de Sacha Guitry.
- 1918: Deburau de Sacha Guitry.
- 1918: Nono de Sacha Guitry.
- 1918: La Revue de Paris de Sacha Guitry.
- 1919: Le Mari, la Femme et l'Amant de Sacha Guitry.
- 1919: Mon père avait raison de Sacha Guitry.
- 1920: Béranger de Sacha Guitry.
- 1920: Je t'aime de Sacha Guitry
- 1920: Comment on écrit l'histoire de Sacha Guitry
- 1921: La Prise de Berg-Op-Zoom de Sacha Guitry
- 1921: Le Grand-Duc de Sacha Guitry.
- 1921: Faisons un rêve de Sacha Guitry.
- 1921: Jacqueline de Henri Duvernois.
- 1922: Une petite main qui se place de Sacha Guitry.
- 1922: Jean de La Fontaine de Sacha Guitry, Théâtre de l'Opéra de Paris.
- 1923: L'Amour masqué de Sacha Guitry.
- 1923: L'Accroche-cœur de Sacha Guitry.
- 1924: La Revue de Printemps de Sacha Guitry.
- 1924: Une étoile nouvelle de Sacha Guitry.
- 1925: On ne joue pas pour s'amuser de Sacha Guitry.
- 1925: Mozart de Sacha Guitry, música de Reynaldo Hahn.
- 1926: Était-ce un rêve ? de Sacha Guitry.
- 1927: Désiré de Sacha Guitry.
- 1928: Mariette ou Comment on écrit l'histoire de Sacha Guitry.
- 1929: Histoires de France de Sacha Guitry.
- 1930: ... Et vive le théâtre de Sacha Guitry.
- 1930: Un soir quand on est seul de Sacha Guitry.
- 1930: Le Veilleur de nuit  de Sacha Guitry.
- 1930: La Jalousie de Sacha Guitry.
- 1931: La Revue coloniale de Sacha Guitry.
- 1931: La S.A.D.M.P. de Sacha Guitry.
- 1931: Chagrin d'amour de Sacha Guitry.
- 1931: Monsieur Prudhomme a-t-il vécu ? de Sacha Guitry.
- 1932: Françoise de Sacha Guitry.
- 1932: Le Voyage de Tchong-Li de Sacha Guitry.
- 1933: Le Bonheur de Henry Bernstein.
- 1934: Conversation Piece de Noel Coward, Londres, New York.
- 1935: Margot Pierre Fresnay, Georges Auric y Francis Poulenc.
- 1936: O Mistress Mine de Ben Travers, Londres.
- 1937: Trois Valses
- 1939: Trois Valses
- 1940: Léocadia de Jean Anouilh.
- 1941: Comédie en trois actes de Henri-Georges Clouzot.
- 1942: Comédie en trois actes de Henri-Georges Clouzot.
- 1942: Père de Edouard Bourdet.
- 1944: Père de Edouard Bourdet.
- 1945: Vient de paraître de Edouard Bourdet.
- 1946: Auprès de ma blonde de Marcel Achard.
- 1948: Du côté de chez Proust de Curzio Malaparte.
- 1951: Le Moulin de la galette de Marcel Achard.
- 1952: Hyménée Edouard Bourde.
- 1954: Voici le jour de Jean Lasserre.
- 1956: Le Voyage à Turin de André Lang.
- 1958: Père de Edouard Bourdet.